# Leopoldia gussonei
Leopoldia gussonei là một loài thực vật có hoa trong họ Măng tây. Loài này được Parl. mô tả khoa học đầu tiên năm 1857.